# Kohima (distrikt)
Kohima (hindi: कोहिमा जिला) er et distrikt i den indiske delstat Nagaland. Distriktets hovedstad er Kohima.

## Demografi
Ved folketællingen i 2011var der 270,063 indbyggere i distriktet, mod 314,366 i 2001. Den urbane befolkningen udgør 45,60 % af befolkningen.
Børn i alderen 0 til 6 år udgjorde 13,39 % i 2011 mod 15,12 % i 2001. Antallet af piger i den alder per tusinde drenge er 978 i 2011 mod 967 i 2001.